# Typosyllis albanyensis
Typosyllis albanyensis är en ringmaskart som beskrevs av Hartmann-Schröder 1984. Typosyllis albanyensis ingår i släktet Typosyllis och familjen Syllidae. Inga underarter finns listade i Catalogue of Life.